# Munkedals kommun
Munkedals kommun är en kommun i Västra Götalands län, i före detta Göteborgs och Bohus län. Centralort är Munkedal.

## Administrativ historik
Kommunens område motsvarar socknarna: Bärfendal, Foss, Hede, Håby, Krokstad, Sanne, Svarteborg och Valbo-Ryr. I dessa socknar bildades vid kommunreformen 1862 landskommuner med motsvarande namn. 
Vid kommunreformen 1952 bildades fyra "storkommuner" i området: Munkedal (av de tidigare kommunerna Foss och Håby), Svarteborg (av Bärfendal och Svarteborg), Sörbygden (av Hede, Krokstad och Sanne) samt Ödeborg (av Torp och Valbo-Ryr och Ödeborg).
1967 tillfördes Munkedals landskommun en del ur den upplösta Ödeborgs landskommun (Valbo-Ryrs församling). Munkedals kommun bildades vid kommunreformen 1971 genom en ombildning av Munkedals landskommun. 1974 införlivades Svarteborgs och Sörbygdens kommuner.
Kommunen ingår sedan bildandet i Uddevalla tingsrätts domsaga.

## Geografi
Kommunen är belägen i de mellersta delarna av landskapet Bohuslän, med en mindre del, Valbo-Ryrs distrikt, i Dalsland. I nord-sydlig riktning rinner Örekilsälven med utlopp i Saltkällefjorden, en inre flik av Gullmarsfjorden. Av de Bohuslänskommuner som har kust mot Skagerrak är Munkedals kommun därmed den som har kortast sträcka. Kommunen gränsar i väster till Lysekils kommun, Sotenäs kommun och Tanums kommun i före detta Göteborgs och Bohus län. I norr finns Dals-Eds kommun och i öster Färgelanda kommun i före detta Älvsborgs län. I söder finns Uddevalla kommun i före detta Göteborgs och Bohus län.

### Topografi och hydrografi
Större delen av kommunen är skogsbygd med ett antal större och mindre sjöar. Största sjö är Kärnsjön som ligger ungefär mitt i kommunen. Den sydvästra delen är jordbruksbygd. Större delen av landskapet är kuperat. Från nordväst mot sydost löper Berghemsmoränen. I norr ligger Kynnefjäll med kommunens högsta punkt, Vaktarekullen, 207 meter över havet Bohusläns näst största älv, Örekilsälven, känd för sitt laxfiske, rinner genom centralorten. Den mynnar ut i Saltkällefjorden som är en del av Gullmarsfjorden.

### Administrativ indelning
Fram till 2016 var kommunen för befolkningsrapportering indelad i
- Foss församling
- Sörbygdens församling
- Svarteborg-Bärfendals församling

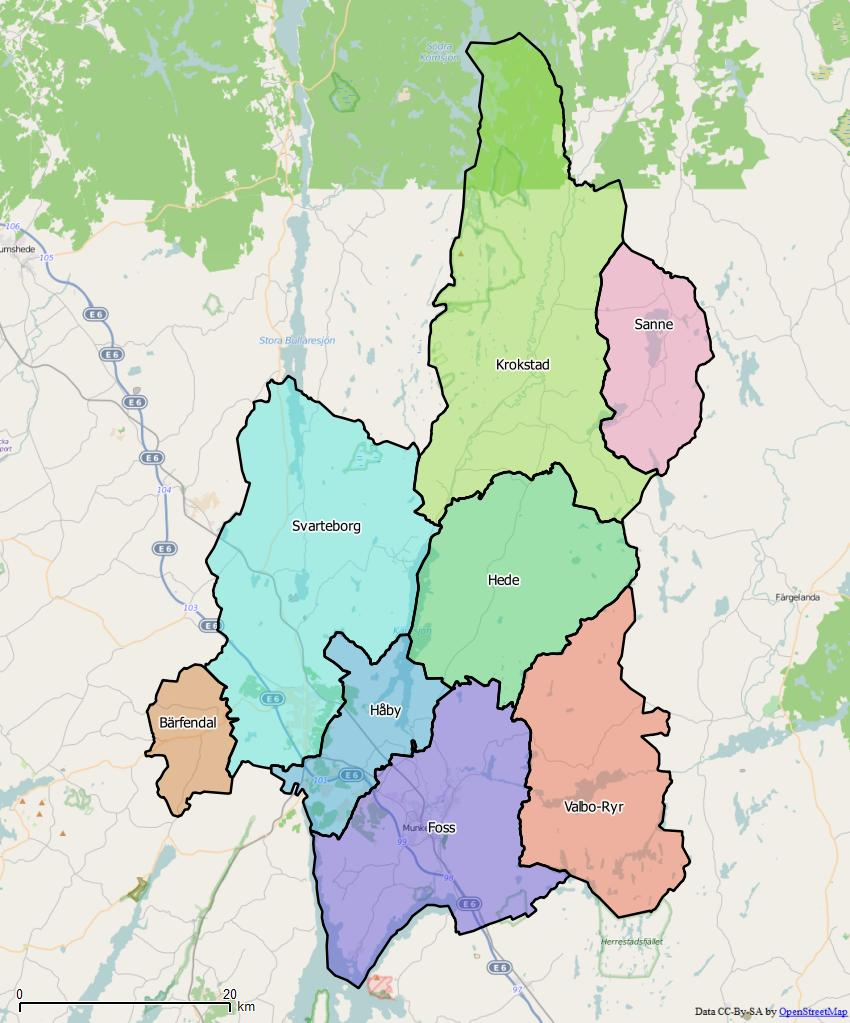
Distrikt (socknar) inom Munkedals kommun

Från 2016 indelas kommunen i följande distrikt, vilka motsvarar socknarna:

- Bärfendal
- Foss
- Hede
- Håby
- Krokstad
- Sanne
- Svarteborg
- Valbo-Ryr

### Tätorter
- Munkedal
- Dingle
- Hällevadsholm
- Hedekas
- Torreby

## Styre och politik

### Styre
Mandatperioden 2006–2010 utgjordes den styrande majoriteten av Moderaterna, Centerpartiet, Kristdemokraterna, Miljöpartiet och Kommunal Samverkan med Folket I Focus. Efter valet 2010 tog Socialdemokraterna och Centerpartiet över styret. Under mandatperioden 2014–2018 tillkom Miljöpartiet i styret. Efter valet 2018 kom kommunen att styras i minoritet av Moderaterna och Liberalerna, med ett valtekniskt samarbete med Sverigedemokraterna. Mandatperioden 2022–2026 styrs Munkedal av Sverigedemokraterna, Moderaterna och Kristdemokraterna.

### Kommunfullmäktige
Kommunfullmäktige i Munkedal har 35 ordinarie ledamöter.

#### Presidium
| Presidium 2022–2026    | Presidium 2022–2026 | Presidium 2022–2026 |
| ---------------------- | ------------------- | ------------------- |
| Ordförande             | SD                  | Håkan Skenhede      |
| Förste vice ordförande | M                   | AnnSofie Alm        |
| Andre vice ordförande  | S                   | Sten-Ove Niklasson  |

#### Lista över kommunfullmäktiges ordförande
| Namn | Namn               | Från | Till | Politisk tillhörighet |
| ---- | ------------------ | ---- | ---- | --------------------- |
|      | Christer Nilsson   | 2006 | 2018 | Centerpartiet         |
|      | Heikki Klaavuniemi | 2018 | 2023 | Sverigedemokraterna   |
|      | Håkan Skenhede     | 2023 |      | Sverigedemokraterna   |

#### Mandatfördelning 1970–2022
| 19 | 9 | 4 | 3 |

| 30 | 5 |

| 16 |  | 14 | 5 | 5 |

| 37 |

|  | 15 | 2 | 14 | 4 | 5 |

| 35 | 6 |

| 16 | 2 | 13 | 4 |  | 5 |

| 34 | 7 |

| 17 |  |  | 12 | 3 |  | 6 |

| 30 | 11 |

| 16 |  | 2 | 11 | 4 |  | 6 |

| 32 | 9 |

| 16 | 2 | 3 | 10 | 4 |  | 5 |

| 29 | 12 |

| 14 |  | 3 | 2 | 10 | 3 | 3 | 5 |

| 30 | 11 |

| 19 | 3 | 2 | 8 | 2 |  | 6 |

| 23 | 18 |

| 4 | 11 | 2 | 3 | 5 |  | 3 | 6 |

| 22 | 13 |

| 2 | 12 |  | 2 | 8 | 2 | 4 | 4 |

| 22 | 13 |

| 2 | 12 |  |  | 2 | 7 | 2 | 3 | 5 |

| 22 |  | 12 |

| 2 | 11 |  | 2 |  | 7 |  | 3 | 7 |

| 21 |  | 13 |

| 2 | 11 |  | 6 | 6 |  | 2 | 6 |

| 20 | 15 |

| 2 | 8 |  | 9 | 4 | 2 | 2 | 7 |

| 24 | 11 |

| 2 | 9 | 12 | 3 |  | 3 | 5 |

| 21 | 14 |

### Nämnder

#### Kommunstyrelse
| Presidium 2023–2026    | Presidium 2023–2026 | Presidium 2023–2026   |
| ---------------------- | ------------------- | --------------------- |
| Ordförande             | SD                  | Louise Skaarnes       |
| Förste vice ordförande | M                   | Martin Svenberg Rödin |
| Andre vice ordförande  | S                   | Liza Kettil           |

#### Lista över kommunstyrelsens ordförande
| Namn | Namn                 | Från | Till | Politisk tillhörighet |
| ---- | -------------------- | ---- | ---- | --------------------- |
|      | Gunvor Andersson     | 1998 | 2006 | Socialdemokraterna    |
|      | Alf Sifversson       | 2006 | 2010 | Moderaterna           |
|      | Åsa Karlsson         | 2010 | 2018 | Socialdemokraterna    |
|      | Jan Hognert          | 2018 | 2021 | Moderaterna           |
|      | Christoffer Rungberg | 2021 | 2022 | Moderaterna           |
|      | Louise Skaarnes      | 2022 |      | Sverigedemokraterna   |

#### Övriga nämnder
| Nämnder 2022–2026                  | Ordförande | Ordförande        | Vice ordförande | Vice ordförande   | Andre vice ordförande | Andre vice ordförande |
| ---------------------------------- | ---------- | ----------------- | --------------- | ----------------- | --------------------- | --------------------- |
| Kultur- och utbildningsnämnden     | KD         | Olle Olsson       | SD              | Terje Skaarnes    | S                     | Regina Johansson      |
| Miljö- och samhällsbyggnadsnämnden | SD         | Matheus Enholm    | KD              | Sabina Fremark    | S                     | Per-Arne Brink        |
| Välfärdsnämnden                    | SD         | Mathias Johansson | M               | Linda Wighed      | S                     | Linda Färg            |
| Jävsnämnden                        | M          | Anders Siljeholm  | SD              | Bo Ericson        | S                     | Åsa Karlsson          |
| Valnämnden                         | –          | Lars-Åke Winblad  | SD              | Mathias Johansson |                       |                       |

### Vänorter
- Neuenkirchen, Tyskland[13]

## Ekonomi och infrastruktur

### Näringsliv
Tillverkningsindustrin är den dominerande näringsgrenen i kommunen, med Arctic Paper Munkedals AB som det största enskilda företaget. Utöver tillverkningsindustrin är varuhandel, jord- och skogsbruk, restaurang-, hotell- och konferensverksamhet samt offentlig förvaltning också betydande för ekonomin i kommunen.

### Infrastruktur

#### Transporter

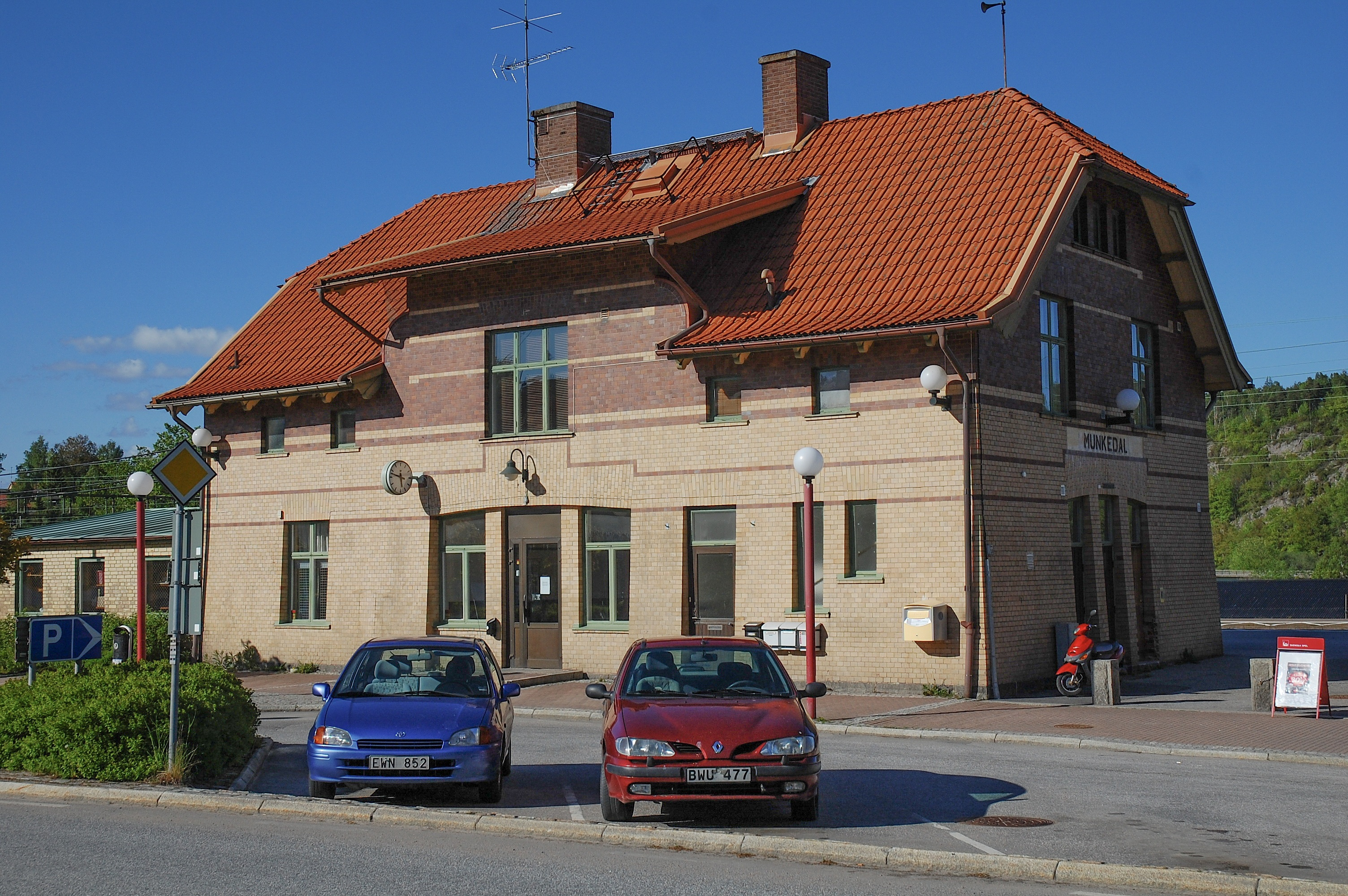
Munkedals stationshus

Kommunen genomkorsas av E6 och Bohusbanan från nordväst mot sydöst. Bohusbanan trafikeras av regiontågen Västtågen mellan Göteborg, Uddevalla och Strömstad med stopp vid Munkedal, Dingle och Hällevadsholm. Från Dingle utgår tre länsvägar, Länsväg 163 åt nordväst, Länsväg 165 norrut och Länsväg 174 åt väster. Länsväg 162 går från Munkedal och västerut mot Lysekil.

## Befolkning

### Befolkningsutveckling
Kommunen har 10 354 invånare (31 december 2024), vilket placerar den på 210:e plats avseende folkmängd bland Sveriges kommuner.
| Befolkningsutvecklingen i Munkedals kommun 1970–2020 | Befolkningsutvecklingen i Munkedals kommun 1970–2020 | Befolkningsutvecklingen i Munkedals kommun 1970–2020 | Befolkningsutvecklingen i Munkedals kommun 1970–2020 | Befolkningsutvecklingen i Munkedals kommun 1970–2020 |
| ---------------------------------------------------- | ---------------------------------------------------- | ---------------------------------------------------- | ---------------------------------------------------- | ---------------------------------------------------- |
|                                                      |                                                      |                                                      |                                                      |                                                      |
| År                                                   |                                                      |                                                      | Folkmängd                                            |                                                      |
| 1970                                                 | 1970                                                 |                                                      | 9 704                                                |                                                      |
| 1975                                                 | 1975                                                 |                                                      | 10 210                                               |                                                      |
| 1980                                                 | 1980                                                 |                                                      | 10 703                                               |                                                      |
| 1985                                                 | 1985                                                 |                                                      | 10 726                                               |                                                      |
| 1990                                                 | 1990                                                 |                                                      | 11 147                                               |                                                      |
| 1995                                                 | 1995                                                 |                                                      | 11 078                                               |                                                      |
| 2000                                                 | 2000                                                 |                                                      | 10 532                                               |                                                      |
| 2005                                                 | 2005                                                 |                                                      | 10 284                                               |                                                      |
| 2010                                                 | 2010                                                 |                                                      | 10 181                                               |                                                      |
| 2015                                                 | 2015                                                 |                                                      | 10 205                                               |                                                      |
| 2020                                                 | 2020                                                 |                                                      | 10 582                                               |                                                      |

## Kultur

### Kulturarv
I kommunen återfinns lämningar från olika tidsepoker som sträcker sig tillbaka till 12 000 år sedan, då inlandsisen började dra sig tillbaka. Stenålderslämningar kan bland annat observeras på platser som Hensbacka, medan de unika hällristningarna i Lökeberg är från bronsåldern. Från järnåldern återfinns gravfält vid Stenehed, och från den norska medeltiden finns spår av kung Eystein och källan i Foss, samt birkebeinerna och kung Sverre i Sörbo. Historiska händelser såsom kung Rane och den brända borgen i Svarteborg, samt munkarnas ankomst för att fiska lax och bedriva jordbruk vid Örekilsälven, är också en del av områdets historia. Därutöver kan man finna spår av krigen med Norge och Danmark under 1500-1700-talen, inklusive det så kallade "Tyttebärskriget", samt industrialiseringens påverkan på området.

### Kommunvapen
Blasonering: I blått en gåspenna korsad med en pappersrulle, allt av silver.
Pappersrullen symboliserar Munkedals gamla papperstillverkning och gåspennan  anknyter till  premonstratenserorden, den munkorden som hade sitt kloster i Dragsmark och som i gamla tider hade en utgård i Örekilsälvens dalgång.[källa behövs] Pappersbruket Arctic Paper Munkedals AB på orten hade också haft en sådan i sitt firmamärke.[källa behövs]